# Arhopala enoma
Arhopala enoma är en fjärilsart som beskrevs av Corbet 1946. Arhopala enoma ingår i släktet Arhopala och familjen juvelvingar. Inga underarter finns listade i Catalogue of Life.